# Народен университет
Народен университет „Велико Търново“ е просветна организация, която е създадена с цел да разширява знанията на гражданите в областта на науката и културата.

## История
Народният университет „Велико Търново“ е учреден на 21 октомври 1929 г. от група учители. С учредяването на университета, първоначално в него членуват 5 – 6 души, които впоследствие се увеличават до над 50. Управителния съвет е бил контролиращия орган на институцията, начело на която е заставал председател. За пръв председател е бил избран търновския учител Архим Анатолий, за секретар е избран Димитър Момчев, в съвета влиза още Яна Кукумявкова. Управителния съвет се е занимава с уреждане на сказки, беседи и др. по бюджетните въпроси, насрочване на общи събрания. Паричните постъпления са главно от помощи от Министерства, разни учреждения, организации и други, които средства се разходват главно за пътни и канцеларски материали. Провеждат се няколко срещи на комитета в дома на Архим Анатолий. В манастирът Света Троица (Велико Търново) се изнасят лекции на тема „Възспитание чрез въздържание“. Първото засезание на институцията за новата просветна година се провежда в дома на Кукумявкова. На 5 октомври 1939 г. се организира народен театър, който е изнася пиеси в Търново, Дряново и други градове. С всяка измината година и района на действие на университета расте, като през 1939 г. обхваща околиите Търновска, Горнооряховска, Дряновска, Еленска и някои села от Севлиевска и Габровска околии. Наред с това се увеличава и просветната дейност. Изнасят се главно беседи и доклади по здравни въпроси, литература, научнопопулярни, селскостопански въпроси. Преустановява дейността си през май 1940 г.
Архивът на Народен университет „Велико Търново“ се съхранява в Държавен архив – Велико Търново във фонд 115К, обхващащ 10 архивни единици от периода 1929 – 1940 г.

## Структура
- отдел „Руска класическа литература“